# Villiers (Indre)
Villiers település Franciaországban, Indre megyében. Lakosainak száma 174 fő (2022. január 1.). Villiers Arpheuilles, Clion, Murs, Paulnay és Saulnay községekkel határos.

## Népesség
A település népessége az elmúlt években az alábbi módon változott:
| Lakosok száma | 353  | 230  | 177  | 193  | 203  | 194  | 170  | 168  | 168  | 174  |
|               | 1968 | 1982 | 1990 | 2006 | 2013 | 2015 | 2017 | 2019 | 2020 | 2022 |